# Gerichtsberg
Der Gerichtsberg ist ein 581 m ü. A. hoher Pass in Niederösterreich zwischen dem Triestingtal und dem Gölsental.

## Lage und Landschaft
Der Gerichtsberg befindet sich etwa 45 Kilometer südwestlich vom Zentrum Wiens. Er ist eine wenig prägnante Sattelung der Gölsen-Triesting-Furche, die den Hauptkamm der gegen Wien auslaufenden Nordalpen durchschneidet. Er verbindet Kaumberg an der oberen Triesting im Osten mit Hainfeld (Niederösterreich) an der Gölsen im Westen. Direkt auf der Passhöhe zieht sich die Hainfelder Ortschaft Gerichtsberg südostwärts.
Der Talpass bildet die Wasserscheide zwischen der Entwässerung nach Osten ins Wiener Becken und zur Leitha, und nach Norden in das Alpenvorland über die Traisen. Der Gerichtsberg trennt den Wienerwald im Nordosten von den Gutensteiner Bergen und den ganzen Gutensteiner Alpen im Süden.

## Geschichte und Verkehr

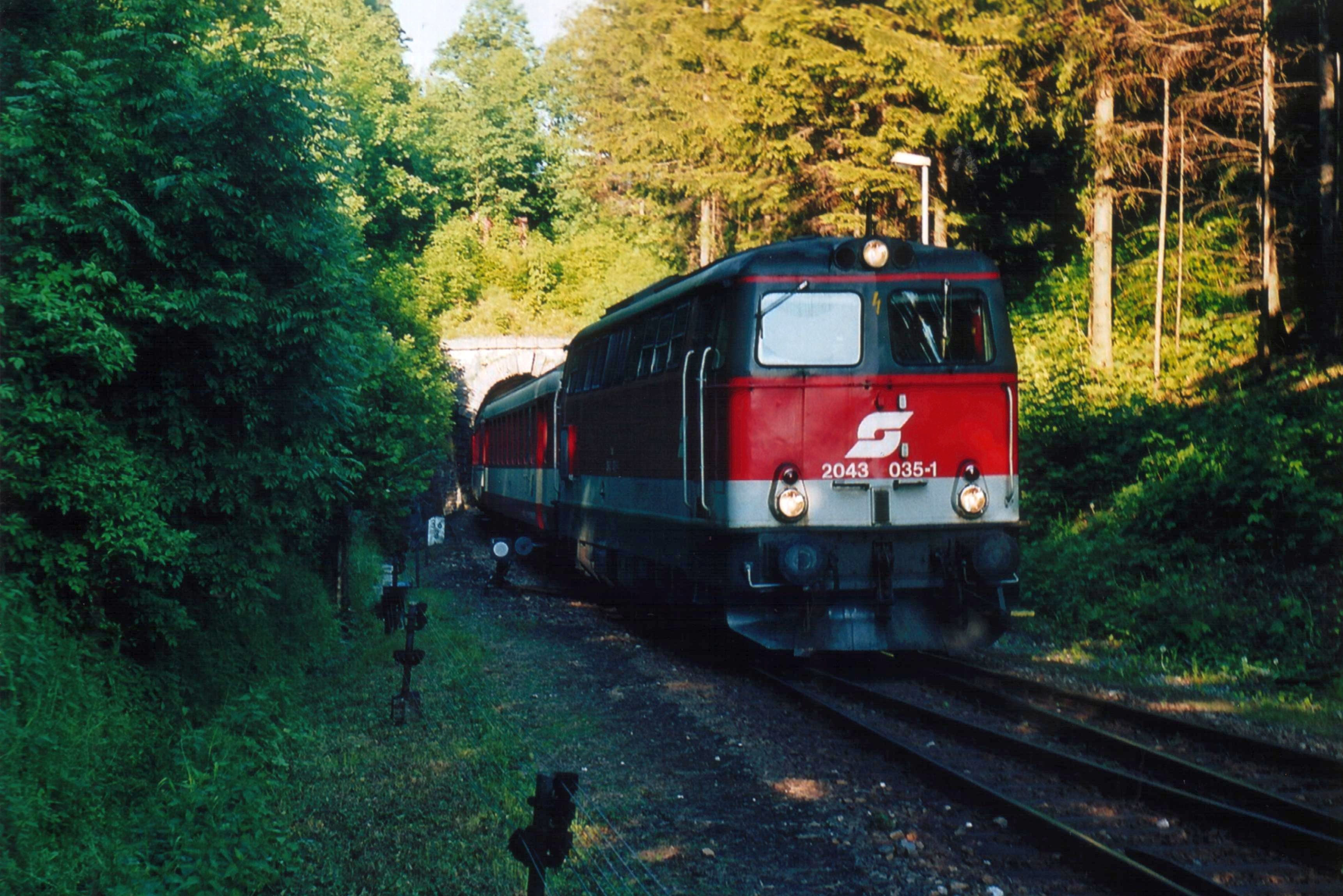
Eine ÖBB 2043 auf der Leobersdorfer Bahn bei der Ausfahrt aus dem Scheiteltunnel.

Der Pass eröffnet eine einfache Verbindung vom heutigen niederösterreichischen Zentralraum um Sankt Pölten, wie auch der Eisenwurzen (die schon um Hainfeld mit Eisenindustrie beginnt) und der Hochsteiermark, mit dem Raum südlich von Wien um Baden und Wiener Neustadt, dem Industrieviertel, mit einer gleichzeitig einfachen Verbindung nach Wien über Heiligenkreuz, und damit einen wichtigen Weg von der Stadt in den inneren Ostalpenraum. Daher bildet er seit alters her eine bedeutende Ost-West-Verbindung.
Die historische Via Sacra, die Pilgerstraße von Wien nach Mariazell, verläuft hier über diesen Pass. Andererseits bildet der Pass auch ein Einfallstor aus dem Osten, die Ungarn verheerten das Tal nach der Schlacht an der Leitha 1246, und 1529 die Türken während der Ersten Wiener Türkenbelagerung.
Politisch war der Pass im Laufe des Mittelalters zwischen Stift Lilienfeld, Mariazell und Stift Göttweig umkämpft. Bei der Kaumburger Araburg befand sich die Zollschranke, daher findet sich historisch auch der Name Kaumberg für den Pass. Am Pass befand sich eine zweite Schranke, wer hier ohne Passiermarke ertappt wurde, dessen Waren wurden konfisziert. Davon leitet sich der Name „Gerichtsberg“ ab. Es kam auch zu Hinrichtungen, der Name des nahen Schandlbauern soll sich darauf beziehen (Schand-, ‚[öffentlich] Strafe‘).
Heute verlaufen hier die Hainfelder Straße B 18 und auch die Schienen der 2004 eingestellten Leobersdorfer Bahn. Über den Gerichtsberg führt eine beliebte Abkürzung von der West Autobahn und der Wiener Außenring Autobahn zur Süd Autobahn. Da diese Strecke vermehrt auch LKW benutzten, wurde sie außer für den Anrainerverkehr im Triestingtal und Gölsental für LKW gesperrt.
Der Gerichtsberg stellt vor allem im Winter trotz der geringen Höhe oft ein Verkehrshindernis dar, da die Situation wesentlich kritischer sein kann als in den benachbarten Tallagen.